# Эръюань
Эръюа́нь (кит. упр. 洱源, пиньинь Ěryuán) — уезд Дали-Байского автономного округа провинции Юньнань (КНР).

## История
После монгольского завоевания государства Дали здесь в 1274 году была образована Дэнчуаньская область (邓川州), а в её составе — уезды Ланцюн (浪穹县) и Фэнъюй (凤羽县); область была подчинена Далискому региону (大理路). После того, как в 1382 году Юньнань была завоёвана войсками империи Мин, «регионы» были переименованы в «управы», а уезд Фэнъюй был присоединён к уезду Ланцюн. Во времена империи Цин уезд Ланцюн был выведен из состава области и подчинён напрямую Далиской управе (大理府). После Синьхайской революции в Китае была проведена реформа структуры административного деления, в ходе которой области и управы были упразднены, поэтому в 1913 году Дэнчуаньская область стала уездом Дэнчуань (邓川县), а уезд Ланцюн был переименован в Эръюань.
После вхождения провинции Юньнань в состав КНР в 1950 году был образован Специальный район Дали (大理专区), и уезды Эръюань и Дэнчуань вошли в его состав.
Постановлением Госсовета КНР от 16 ноября 1956 года Специальный район Дали был преобразован в Дали-Байский автономный округ.
В сентябре 1960 года уезды Дэнчуань и Эръюань были присоединены к уезду Цзяньчуань. В марте 1962 года земли бывших уездов Дэнчуань и Эръюань были вновь выделены из уезда Цзяньчуань в отдельный уезд, получивший название Эръюань.

## Административное деление
Уезд делится на 6 посёлков и 3 волости.